# Nicotine & Gravy
«Nicotine & Gravy» (с англ. — «Никотин и подливка») — песня Бека из его альбома Midnite Vultures 1999 года. Она была выпущена синглом в Европе в июле 2000 года.
Бек регулярно исполнял песню с 2000 по 2009 год. После 2009 года песня тем не менее исполнялась только два раза. Первый раз в 2014 году и второй в 2018 году.
Бек сказал, что «песня получилась путём скрещивания трёх или четырёх песен. У меня было много разных вещей, когда Мики и Тони выступили в качестве звукоинженеров. Мы работали с материалом как группы, как команда, все карты на стол. Они слышали вещи, которые могли сочетаться между собой, и мы пробовали это. Прелесть в работе на компьютере в том, что если тебе что-то не нравится, ты просто можешь нажать „откатить“».

## Список композиций
1. «Nicotine & Gravy» – 5:15
2. «Midnite Vultures» – 7:18
3. «Zatyricon» – 5:16
4. «Nicotine & Gravy» (видео)